# Kanzaki
Kanzaki (jap. 神埼市 Kanzaki-shi) ist eine kreisfreie Stadt der Präfektur Saga auf der Insel Kyūshū in Japan.

## Geographie
Kanzaki liegt westlich von Fukuoka und östlich von Saga.

## Geschichte
Sie wurde am 29. März 2006 gegründet.

## Verkehr
- Straßen:
  - Nationalstraßen 34, 264, 385
- Eisenbahn:
  - JR Nagasaki-Hauptlinie: nach Kokura und Kagoshima

## Angrenzende Städte und Gemeinden

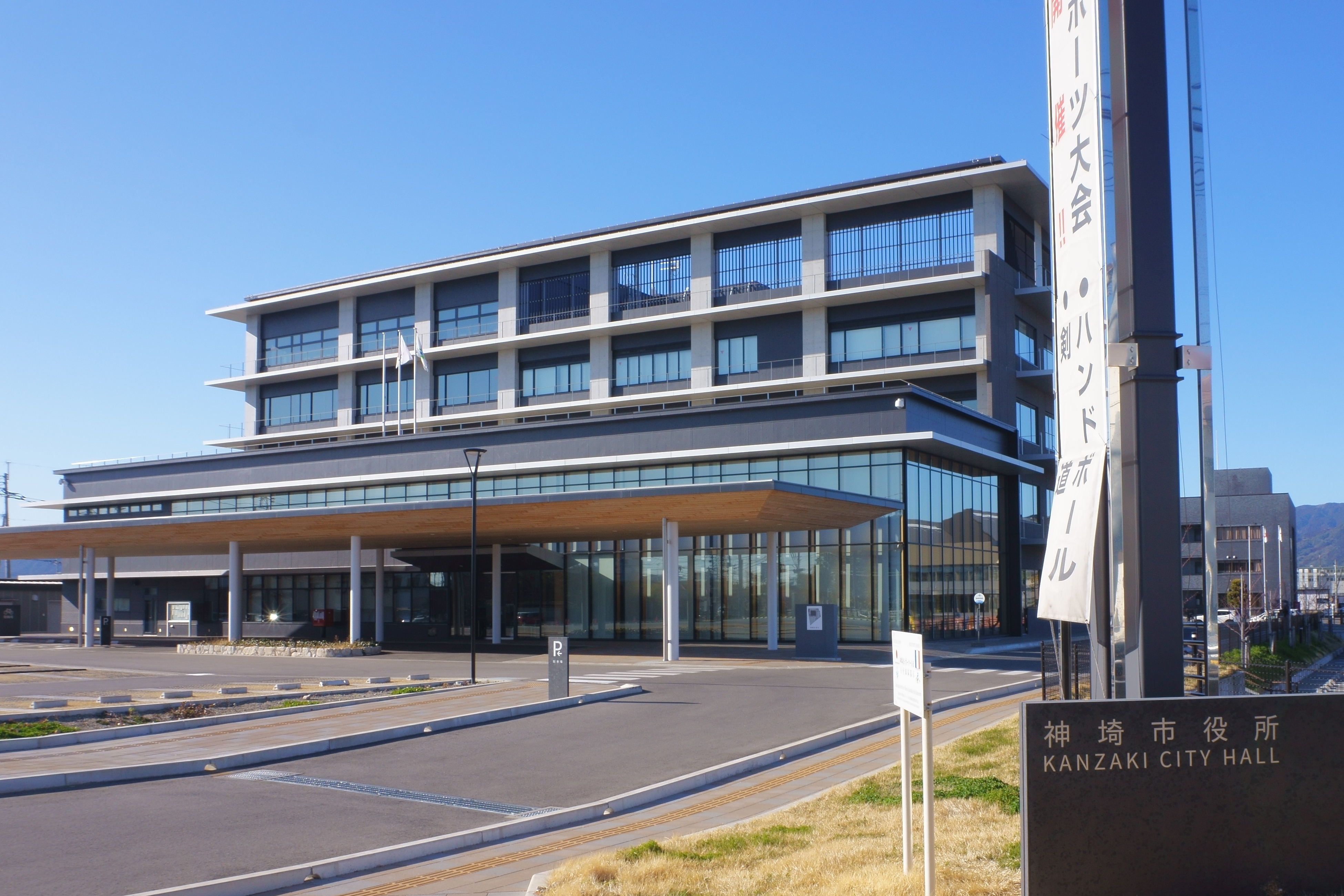
Neues Rathaus von Kanzaki (2022)

- Präfektur Saga
  - Saga
  - Yoshinogari
  - Miyaki
- Präfektur Saga
  - Fukuoka
  - Ōkawa
  - Kurume